# Трейлор Говард
Трейлор Елізабет Говард (англ. Traylor Howard; нар. 14 червня 1966, Орландо, Флорида, США) — американська акторка.

## Біографія
Народилася Орландо, Флорида, США. Освіту здобула в галузі комунікації та реклами в Університеті штату Флорида.
У лютому 1991 одружилася з актором Камероном Голлом, у березні 1993 розлучилася. У шлюбі з Крістіаном Наварро (з 2003 по 2006) у 2006 році народила сина Сабу. У 2011 пошлюбила Джарела Портмана.

## Кар'єра
Кар'єру почала з участі в рекламі. У 1994 вийшли перші фільм та серіал з Трейлор Говард. 
У 1996–1997 виконувала провідну роль у серіалі «Бостонська школа», який виходив на каналі NBC. З 1998 по 2001 у серіалі «Два хлопці, дівчина й піцерія» Говард виконала роль складної жінки Шерон Картер.
У 3-8 сезонах серіалу «Монк» виконувала роль помічниці Едріана Монка.

## Фільмографія

### Фільми
| Рік  | Назва                    | Оригінальна назва           | Роль  | Примітки |
| ---- | ------------------------ | --------------------------- | ----- | -------- |
| 1994 | «Поки не скінчилась ніч» | Till the End of the Night   | Френ  |          |
| 1998 | «Тест на кохання»        | Confessions of a Sexist Pig | Анна  |          |
| 1998 | «Брудна робота»          | Dirty Work                  | Кеті  |          |
| 2000 | «Я, знову я та Ірен»     | Me, Myself & Irene          | Лейла |          |
| 2005 | «Син Маски»              | Son of the Mask             | Тоня  |          |

### Серіали
| Рік       | Назва                                  | Оригінальна назва                            | Роль                      | Примітки    |
| --------- | -------------------------------------- | -------------------------------------------- | ------------------------- | ----------- |
| 1994      | «Лоїс і Кларк: Нові пригоди Супермена» | Lois & Clark: The New Adventures of Superman | помічниця доктора Геллера | 1 епізод    |
| 1996–1997 | «Бостонська школа»                     | Boston Common                                | Джой Бірнс                | 32 епізоди  |
| 1998–2001 | «Два хлопця, дівчина й піцерія»        | Two Guys, a Girl and a Pizza Place           | Шарон Картер              | 81 епізод   |
| 2002      | «Західне крило»                        | The West Wing                                | Ліза Шерборн              | 1 епізод    |
| 2002      | «Перший понеділок»                     | First Monday                                 | Ешлі Рівертон             | 1 епізод    |
| 2002      | «Жіноча бригада»                       | The Division                                 | Сара Френзен              | 1 епізод    |
| 2002      | «Брем і Еліс»                          | Bram and Alice                               | Еліс О'Коннор             | 8 епізодів  |
| 2005–2009 | «Монк»                                 | Monk                                         | Наталі Тігер              | 87 епізодів |